# Leo Jehne
Leo Jehne (8. prosinec 1930 Hranice - 24. září 1999 Praha) byl český muzikolog, publicista, dramaturg, organizátor a hlasový pedagog.

## Život
Vystudoval střední ekonomickou školu ve Vsetíně a Valašském Meziříčí, maturitu složil v roce 1959. Jeden rok pak pracoval jako statistik. Poté začal studovat kombinaci hudební věda – estetika na filozofické fakultě Univerzity Palackého v Olomouci. Titul promovaný historik získal v roce 1956 na základě obhajoby diplomové práce O specifičnosti vokálního projevu v operách Bedřicha Smetany. Doktorský titul (PhDr.) získal v roce 1974 obhajobou práce Smetanovy operní vokální party a jejich interpretace. Titul kandidát věd (CSc.) získal v roce 1993 za práci Jazz – pop – rock a český zpěv (původní verze nesla název Problematika české interpretace písní jazzové oblasti).
Od dětství hrál na klavír. V průběhu vysokoškolských studií studoval rovněž sólový zpěv a hlasovou pedagogiku v Ostravě u Rudolfa Vaška.
V roce 1946 byl spoluzakladatelem, pianistou, aranžérem a vedoucím junáckého orchestru Mistral, který působil na severní Moravě. Během studií hrál v lidových hudbách na klarinet a na cimbál. Zpíval v Pěveckém sdružení moravských učitelů a byl sólistou sboru Ondráš.
Po absolvování vysoké školy pracoval v různých severomoravských institucích. Byl ředitelem Okresního domu osvěty v Novém Jičíně. Od roku 1957 byl ředitelem Divadla hudby v Ostravě. Dále vyučoval sólovému zpěvu (klasika, jazz i pop music) na konzervatoři. V Ostravě byl také hlasovým poradcem ostravského kabaretu A-Zet, spolupracovníkem Divadélka Pod okapem a satirické scény Štafle, přednášel na jednoročním kursu amatérských zpěváků (zde byla jeho žačkou mimo jiné i Marie Rottrová). Semináře a školení podobného zaměření vedl i mimo Ostravu.
Spolupracoval i s festivalem amatérských zpěváků populárních písniček, později festival Mladá píseň v Jihlavě, kde se zúčastňoval předfestivalových soustředění mladých zpěváků.
V té době byl rovněž hlasovým poradcem sólistů souboru Divadla Apollo v Praze. Pro Divadlo hudby v Ostravě připravil více než 150 programů, které byly reprízovány v dalších klubech tohoto typu. Ostravské zpěváky uváděl v ostravské stanicí Československého rozhlasu i v pořadech ostravského studia Československé televize.
V roce 1969 přesídlil do Prahy. Zde pracoval v podniku zahraničního obchodu Artia jako vedoucí hudebního oddělení a od roku 1979 jako zástupce ředitele pro umělecké otázky. Mezi lety 1988–1990 pracoval v hudebním nakladatelství Supraphonu jako vedoucí oddělení mezinárodního repertoáru a zahraniční propagace. V Artii prosadil vydání řady nahrávek české jazzové a populární hudby, v některých případech se jednalo o nahrávky, které na tuzemském trhu nemohly z politických důvodů vyjít. Byly to desky například C&K Vocal, Citron, Ondřej Hejma, Heuréka, Mirka Křivánková, Peter Lipa.

## Publikace

### Knihy
- JEHNE, Leo. Chcete zpívat pop? : rady zpěvákům u mikrofonu. Praha: Supraphon, 1970. 150 + zpěvník 39 + 1 gramofonová deska s.
- JEHNE, Leo; SVÁTEK, Luboš. Slavné tváře českého popu 60. a 70. let. 1. vyd. Praha: Práh : Knižní klub, 1999. 143 s. ISBN 80-7252-018-0, ISBN 80-242-0244-1.
- Je autorem řady článků, zveřejněných v Encyklopedii jazzu a moderní populární hudby[2]

### Periodika
Již během studia psal články o hudbě do místních novin a časopisů (Červený květ, Nová svoboda, Ostravský večerník). Později přispíval do hudebních časopisů, jako byly: Taneční hudba a jazz, Divadelní noviny, Gramorevue, Hudba pro radost, Melodie, Aktuality Melodie.
Od 1992 psal sloupky o gramofonových deskách a opeře do Lidových novin.